# 제이슨 컨리프
제이슨 라이언 키투과 컨리프(Jason Ryan Quitugua Cunliffe, 1983년 10월 23일 ~ )는 괌의 축구 선수로 현재 BOG 스트라이커스에서 공격수로 활약 중이며 괌 축구 국가대표팀의 주장이자 괌 국가대표팀의 현역 선수 가운데 국제 A매치 최다 출전 및 최다 득점 기록 보유자이다.

## 선수 경력

### 클럽
아마추어 시절인 2001년부터 2004년까지 3년간 미국 NCAA 디비전 2 소속팀이었던 산타 클라라 브롱코스에서 활약하였고 미국에서 대학 생활을 마치고 괌으로 돌아와 2006년 괌 사커 리그의 퀄리티 디스트리버터스 입단을 통해 프로에 정식 데뷔했다.
이후 2008년까지 49경기를 뛰는동안 38골을 터뜨리면서 팀의 리그 2연패에 크게 기여했고 2008년 괌 FA컵에서도 우승컵을 팀에 안겨주었고 그 후 2010년 괌 쉽야드로 이적하여 2012년까지 55경기에서 52골을 터뜨리는 놀라운 득점력을 과시하면서 쉽야드를 2010년 괌 FA컵 우승으로 이끌었으며 2012년에는 필리핀의 2부 리그인 유나이티드 풋볼 리그 소속의 파창가 딜만 FC로 이적하여 2013년까지 13경기에서 4골을 기록하면서 팀의 2부 리그 우승에도 일조했다.
파칭가 딜만을 필리핀 2부 리그 우승으로 이끈 후 2013년 다시 괌으로 돌아와 로버스 FC로 전격 이적하여 2018년까지 36경기를 뛰는 동안 30골을 터뜨려 팀의 리그 5연패를 이끌었고 또한 괌 FA컵에서도 2번의 우승컵을 들어올리면서 뛰었던 프로팀들마다 모두 한번 이상씩 우승을 안겨주는 우승 청부사가 되었다.
그리고 그렇게 6시즌동안 뛰던 로버스에서의 생활을 마치고 2018년부터 현재까지 뱅크 오브 괌 스트라이커스 FC에서도 3경기에서 5골을 터뜨리는 놀라운 집중력을 발휘하고 있다.

### 국가대표팀
방글라데시와의 2006년 AFC 챌린지컵 C조 조별리그 2차전에서 국제 A매치 데뷔전을 치른 이래 53경기에서 22골을 터뜨리고 있으며 특히 미얀마 양곤에서 열린 대만과의 2014년 AFC 챌린지컵 예선 A조 3차전 경기에서 멀티골을 기록하면서 팀의 3-0 완승에 앞장섰다.
그리고 2014년 11월 13일 타이베이에서 열린 2015년 EAFF 동아시안컵 2라운드에서 홈팀인 대만과 다시 만나 전반 14분 페널티킥을 성공시키면서 팀의 2-1 승리를 이끌었고 그로부터 거의 4년 후인 2018년 9월 2일 몽골 울란바토르의 몽골 축구 연맹 축구 센터에서 열린 북마리아나 제도와의 2019년 EAFF E-1 풋볼 챔피언십 1라운드 1차전 경기에서 후반 20분 3번째 골을 성공시키면서 팀의 4-0 대승을 이끌기도 했다.
또한 홈에서 열린 부탄과의 2022년 FIFA 월드컵 아시아 지역 1차 예선 2차전에서 해트트릭을 기록하면서 팀의 5-0 대승과 함께 2차 예선 진출을 이끌었다.

## 기타
2015년 7월 21일 이동국, 백지훈, 윤일록, 리 타다나리, 정일관 등과 함께 호주 A리그가 원하는 10인의 아시아 선수에 선정되기도 했다.